# Matelea elachyantha
Matelea elachyantha är en oleanderväxtart som beskrevs av W. D. Stevens. Matelea elachyantha ingår i släktet Matelea och familjen oleanderväxter. Inga underarter finns listade i Catalogue of Life.